# Żywot i śmierć Jana Tarnowskiego
Żywot i śmierć Jana Tarnowskiego, kasztelana krakowskiego, hetmana wielkiego koronnego – biografia pochwalna autorstwa Stanisława Orzechowskiego z 1561, opisująca postać Jana Amora Tarnowskiego.
Żywot został napisany niedługo po pogrzebie Tarnowskiego. Gatunkowo zbliża się do enkomionu. Zaliczany jest do czołowych polskich biografii renesansowych. Utwór przedstawia dzieje rodu Tarnowskich, lata nauki i wędrówki Jana Tarnowskiego, jego zasługi wojenne, życie domowe, poglądy polityczne i religijne. Wizerunek hetmana jest wyidealizowany. Tarnowski jawi się jako wzorzec szlachcica-magnata, obrońcy ojczyzny, tronu i wiary, a jednocześnie jako człowiek wolny i nieskrępowany w wyborach.